# Automatic Radar Plotting Aid

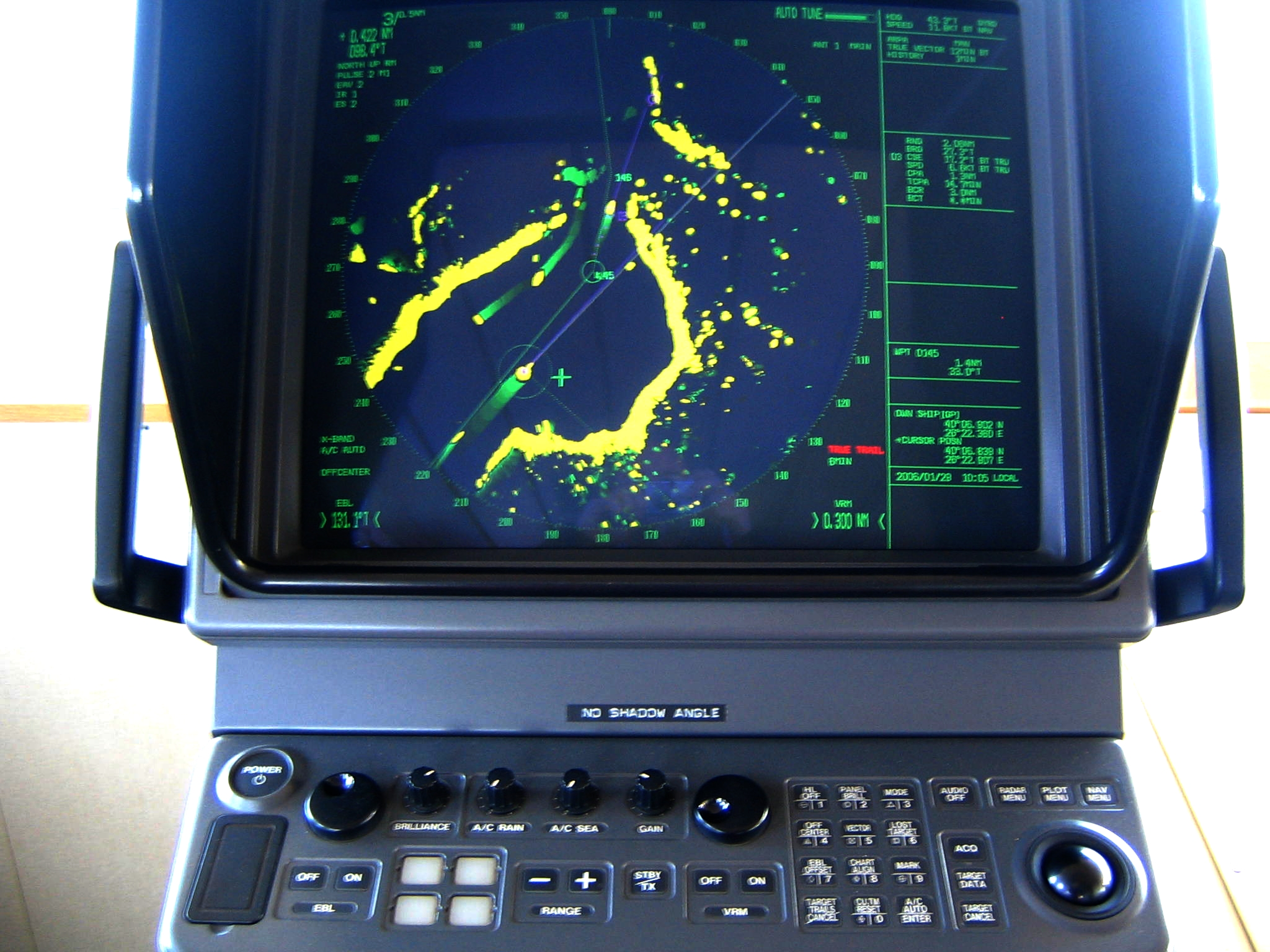
Ett exempel på en ARPA-radarenhet

Automatic Radar Plotting Aid, förkortat ARPA, är ett tillägg till vanlig radar på fartyg som plottar andra rörliga objekt – vanligtvis fartyg – så att kollision eller ombordläggning kan undvikas.

## Tillämpning
Principen bygger på att man mäter relativ rörelse mellan två rörliga föremål, och så länge de båda objekten behåller sin respektive kurs och fart får man en prediktor för när och följaktligen var de båda objekten kommer att korsa varandras rutt. Detta är viktigt för att till exempel se hur nära de båda objekten kommer att passera varandra. Plottningen går i teorin lika bra att göra manuellt, men ett sådant förfarande tar mycket längre tid och hindrar under tiden dessutom navigatören från att utföra andra uppgifter. En modern ARPA kan utan problem hålla reda på ett hundratal fartyg i det egna fartygets närhet, och gör det betydligt snabbare än en människa. Systemet kan även kopplas till en AIS, som då direkt på radarn talar om namnet på skeppet med den korsande färdvägen. Detta underlättar om man behöver upprätta radiokontakt mellan fartygen.

### Exempel på data som tillhandahålls av ARPA
- CPA (Closest point of approach) – Det kortaste avstånd det egna fartyget kommer att ha till ett annat specifikt fartyg, under förutsättning att båda håller sin kurs och fart.
- TCPA (Time to closest point of approach) – Tiden till dess att CPA uppnås.
- BOW-X (Bow cross) – Ger avståndet till det andra fartyget då man själv passerar rätt för om eller rätt akter om dess förlängda långskeppslinje. Finns ej på alla ARPA-radarenheter.
- PI – Parallellindex, en linje som läggs ut på radarn för man att i god tid ska kunna se att det egna fartyget kommer att hålla ett visst bestämt avstånd till ett fast föremål, till exempel en udde eller en fyr.